# Ferrari F355

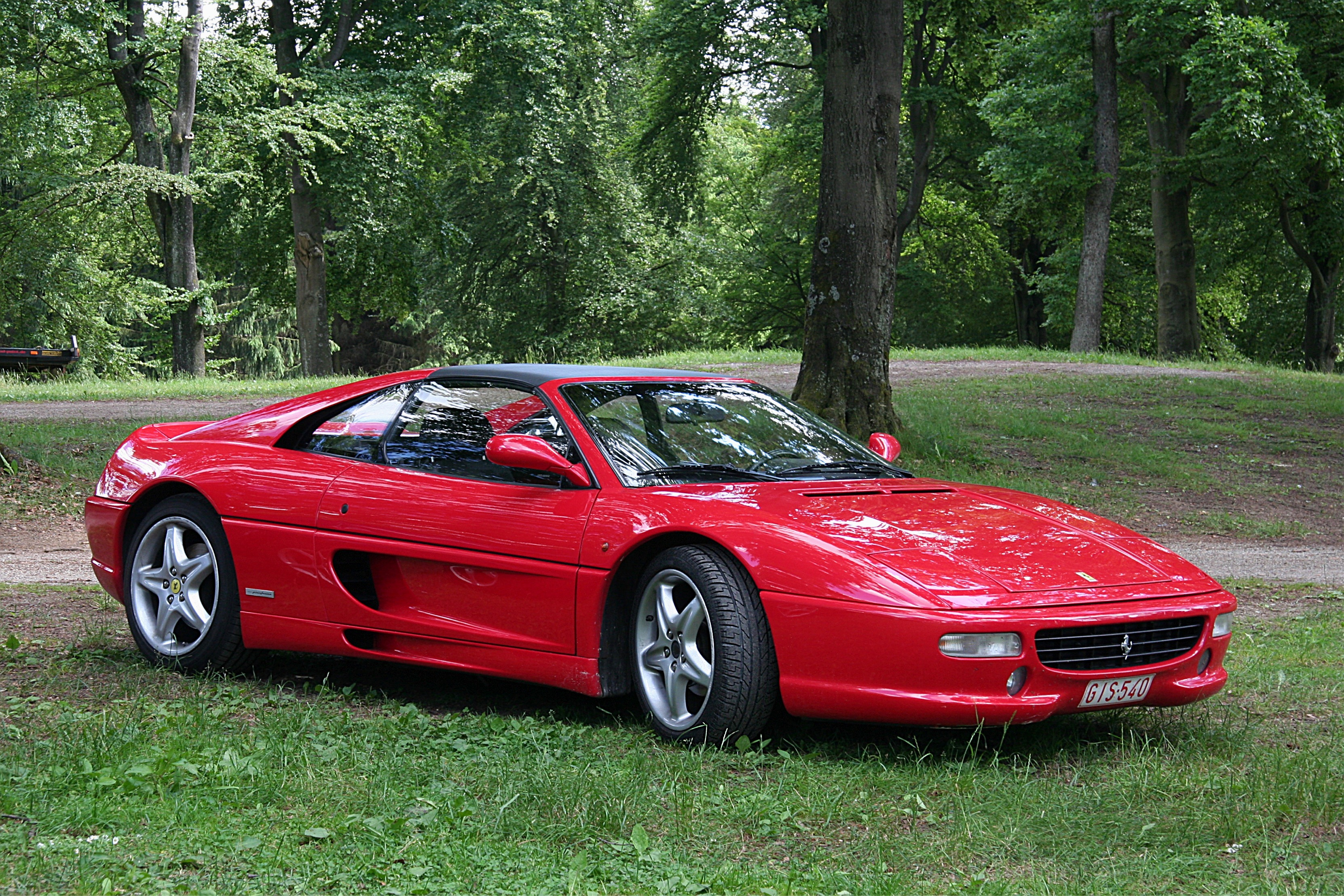
Ferrari F 355 GTS

De Ferrari F355 is een van de V8-modellen van autobouwer Ferrari. Het is de opvolger van de, inmiddels iconische, 348 en werd opgevolgd door de F360 Modena. Met de F355 stapte Ferrari af van de achterlichten met horizontale roosters ervoor, en de luchinlaten met horizontale lijnen aan de zijkant zoals gebruikt bij de Ferrari Testarossa. Hiermee ging terug naar de 2 x 2 ronde achterlichten zoals bij de Ferrari 308 en Ferrari 328 series.
De type aanduiding F355 staat voor 3500cc motor inhoud en vijf kleppen per cilinder.
De F355 was te koop in GTB (coupe), GTS (targa dak) en Spider (cabriolet)
Deze sportwagen wordt aangedreven door een atmosferische V8-motor met een cilinderinhoud van 3.5-liter en een vermogen van 380pk. Doordat het aantal kleppen van vier (in de 348) steeg naar vijf, kwam men uit op een vermogen/liter-verhouding van 109pk/liter, waardoor dit motorblok tot de sterksten van zijn tijd kon worden gerekend. De riante 380pk zorgt voor een topsnelheid van > 295 km/h. De auto trekt op van 0 naar 100 km/h in 4.7 sec. Het motorblok in de 355 is een modificatie van de motor uit de 348, met een bewezen trackrecord. 

## Versies en productieaantallen
- F355 Berlinetta: 3938
- 355 F1 Berlinetta : 1044
- F355 GTS: 2048
- 355 F1 GTS: 529
- F355 Spider: 2663
- 355 F1 Spider: 1051